# Spittal an der Drau
Spittal an der Drau er en kommune samt navnet på hovedbyen i kommunen, der er beliggende i Kärnten i Østrig.
Byen ligger i den nedre Draudal, og den genneskæres af floden Lieser, der munder ud i Drau. Til kommunen hører i alt 27 landsbyer.

## Historie
I 1191 stiftede Grev Otto II. af Ortenburg et hospital (Spittl) ved Lieser-flodens bred. Hospitalet, som har lagt navn til byen, blev bygget til de pilgrimme, der vandrede over bjergene sydpå. Langsomt etableredes en by omkring hospitalet.
I 1242 fik byen handelsrettigheder og på grund af dens gode trafikale beliggenhed blomstrede byen op. I 1408 fik Spittal an der Drau enerettighed på flådning af tømmer og jerntransport fra det nærliggende Krems ved Gmünd. Det betød, at Spittal fik fortoldningsafgifter, som blev en lukrativ indtægtskilde.
Fra 1478, hvor tyrkerne invaderede Kärnten, oplevede byen nedgang, blandt andet på grund af tyrkernes hærgen, samt bondeopstand og krig mod Ungarn. Efter reformationen var området primært protestantisk, men under modreformationen i 1600 forsøgte Landeshauptmann Graf Johann von Ortenburg gennem trusler og forbandelser at tvinge befolkningen tilbage til den Romerskkatolske kirke.
I 1662 overtog den franske fyrsteslægt Porcia herskabet for området. Det i 1533 byggede Schloss Porcia er opkaldt efter fyrsteslægten. I det 18. århundrede oplevede byen ny velstand på grund af de gunstige vilkår for jernindustrien. Det varede dog kun til 1797, da byen under koalitionskrigen blev nedbrændt. Efter napoleonskrigene tilfaldt området Frankrig, og Spittal blev lagt under den franske provins Illyrien. Eter Napoleons fald gik byen tilbage til Østrig i 1819.
Efter dannelsen af kommunerne i det østrigske kejserrige i 1849/50 voksede området ved tilføringen af de omkringliggende landsbyer.

## Politik
Byen Spittal an der Drau ledes af i alt 7 medlemmer: borgmesteren, 2 viceborgmestre og 4 Stadrat. Disse er også medlem af kommunalbestyrelsen, der består af 31 medlemmer.
Byvåbnet blev skænket af Ferdinand I. den 11. december 1555. Byvåbnet er løbende blevet forenklet og viser i dag et i et rødt og hvidt opdelt felt et par vinger i alternerende farver, hvorover der står en seks-takket guldstjerne.